# Flower Boy
Flower Boy (alternatywny tytuł: Scum Fuck Flower Boy) – piąty album studyjny amerykańskiego rapera Tylera, the Creatora wydany 21 lipca 2017 roku przez wytwórnię Columbia Records. Album w 2018 roku został nominowany do nagrody Grammy w kategorii Najlepszy Album Rapowy.
W albumie możemy usłyszeć gościnnie gwiazdy światowego formatu takie jak: Frank Ocean, ASAP Rocky, Anna of the North, Lil Wayne, Kali Uchis, Steve Lacy, Estelle, Jaden Smith i Rex Orange County. Cztery single w szczególności zawładnęły listami przebojów muzycznych: "Who Dat Boy"/"911", "Boredom","I Ain't Got Time!", "See You Again". 
Album "Flower Boy" zaskoczył krytyków i fanów. Uplasował się na bardzo wysokiej pozycji Billboard 200 w USA. Zajął on drugie miejsce. Uznawany za jeden z najlepszych albumów  2017 roku i dekady. Doczekał się on również nominacji do Grammy w kategorii Best Rap Album w 2018 roku.

## Tło i nagrania
Pracując nad "Flower Boy", Tyler postanowił odsłonić duszę przed słuchaczami. Album drastycznie różni się od "Cherry Bomb", to  zupełnie coś innego. Sam twórca w jednym  z wywiadów powiedział: „Przy   Cherry Bomb unikałem osobistych wątków. Chciałem tylko bawić się muzyką. Teraz chcę uchwycić każde uczucie"."Cherry Bomb" przyjęto niezbyt przychylnie, więc Tyler chciał stworzyć coś co przekroczy granice wyobraźni i skradnie serca całego świata. Początkowo album miał kontrowersyjny tytuł "Scum Fuck Flower Boy”. Jednak przez jego dosyć wulgarny wydźwięk, przed premierą skorygowano go na coś łagodniejszego.   
Tyler podkreślał, jak istotne dla niego podczas tworzenia albumu było to, aby oddać  w nim całego siebie przez serce do aż po samo sedno jego duszy. "Flower Boy" można nazwać artystycznym miksem gdzie na jedynym dziele spotykają się takie gatunki jak; jazz rap i neo soul które stworzyły razem coś przepięknego. Tyler odkrywa przed słuchaczami to jak przeżywa samotność, miłość oraz przyjaźń. W piosenkach "See You Again" i "Garden Shed" obnaża się przed słuchaczami jak nigdy dotąd. "Garden Shed" to jednak coś najbardziej intymnego. Artysta ujawnia przed publiką to co tak naprawdę jest w nim głęboko schowane. Robi to w bardzo wrażliwy i poetycki sposób. Album zachwyca bogactwem aranżacji. Wokal oraz dźwięki idealnie się dopełniają. Każdy utwór to coś unikalnego. Zapraszający słuchacza do zagłębienia się w labirynt głowy twórcy. Tyler skacze po różnych gatunkach muzycznych, dodając głębi     i różnorodności.   

## Promocja
Tuż przed premierą albumu Tyler rozpieszczał fanów singlami, które miały podgrzać emocje przed wypuszczeniem całości.          "Who Dat Boy" z ASAP Rocky’m to coś na co entuzjaści jego muzyki czekali długo, natomiast"911 / Mr. Lonely" z Frankiem Oceanem został jednym z najbardziej zapadających w pamięci słuchaczy utworów znajdujących się na płycie. Świadczy o tym liczba wyświetleń na streamingach. Następnie światło dzienne ujrzały utwory pt. "Boredom" oraz "I Ain't Got Time!", które jeszcze bardziej podkręciły ciekawość. "Flower Boy" został ciepło przez krytyków. Na Metacritic zdobył 84 punkty z 100, a to dzięki 18 recenzjom. Andy Kellman z AllMusic podkreśla: "Pomimo szorstkości alternatywnego tytułu, Scum Fuck Flower Boy, jest to z łatwością najmniej wulgarny projekt Tylera. Jest to również najbardziej promienny album, podobny do współczesnego albumu N.E.R.D. - bębny marszowe, smyczki i syntezatory, mnóstwo cukierkowych melodii - wypełnione celem, pozbawione bezcelowej frywolności." Pitchfork przyznał temu albumowi tytuł "Best New Music". Recenzent Sheldon Pearce stwierdził: "To najczystsza praca Tylera. Odkrywa głęboki niepokój utraty bliskości, ból nieodwzajemnionej miłości i walkę z młodzieńczym marazmem." Wraz z końcem roku, kwiat w postaci  "Flower Boy" rozkwitł jeszcze mocniej. Album ten podbił serca krytyków i uplasował się na czołowych listach najlepszych wydawnictw 2017 roku, takich jak: 
- Billboard: 50 Best Albums of 2017
- Complex: The Best Albums of 2017
- NME: Albums of the Year 2017
- Pitchfork: The 50 Best Albums of 2017

## Sukcesy
W 2018 roku "Flower Boy" zdobył nominację do Grammy w kategorii Best Rap Album. Choć statuetka nie trafiła w ręce Tylera, sama nominacja to ogromne i niezapomniane wyróżnienie w karierze muzyka. "Flower Boy" z przytupem wszedł a wręcz wskoczył na drugie miejsce Billboard 200. W pierwszym tygodniu płyty sprzedały się w nakładzie liczącym 106 000 egzemplarzy, z czego aż       70 000 to tradycyjne płyty CD. Był to dla niego krok milowy który otworzył jeszcze szerzej drzwi do międzynarodowej kariery dla tego nietuzinkowego artysty. Za realizację wszystkich utworów które można usłyszeć na albumie odpowiadał sam Tyler, The Creator co daje jeszcze bardziej jasny obraz tego z jakiego kalibru artystą świat ma do czynienia.
W październiku 2024 nagrania uzyskały w Polsce certyfikat platynowej płyty.

## Okładka
Na pierwszym planie wyróżnia się Tyler. Otoczony jest pszczołami oraz słonecznikami. Na niebie widoczne są chmury. Słońce zachodzi za górami. Jego twarz jest wyraźna, ale zniekształcona. Użyte kolory: – pomarańcze, żółcie, róże.

## Lista utworów[15]
| Nr  | Tytuł                      | Wykonawcy                                                                                                 | Producenci         | Długość |
| --- | -------------------------- | --- | ------------------ | ------- |
| 1.  | "Foreword"                 | Tyler Okonma, Alex O'Connor, Michael Karoli, Jaki Liebezeit, Irmin Schmidt, Holger Schuering, Damo Suzuki | Tyler, The Creator | 3:14    |
| 2.  | "Where This Flower Blooms" | Tyler Okonma, Frank Ocean                                                                                 | Tyler, The Creator | 3:14    |
| 3.  | "Sometimes..."             | Tyler Okonma                                                                                              | Tyler, The Creator | 0:36    |
| 4.  | "See You Again"            | Tyler Okonma, Kali Uchis                                                                                  | Tyler, The Creator | 3:00    |
| 5.  | "Who Dat Boy"              | Tyler Okonma, ASAP Rocky                                                                                  | Tyler, The Creator | 3:25    |
| 6.  | "Pothole"                  | Tyler Okonma, Roy Ayers, Jaden Smith                                                                      | Tyler, The Creator | 3:57    |
| 7.  | "Garden Shed"              | Tyler Okonma, Estelle Swaray                                                                              | Tyler, The Creator | 3:43    |
| 8.  | "Boredom"                  | Tyler Okonma, Rex Orange County, Anna of the North                                                        | Tyler, The Creator | 5:20    |
| 9   | "I Ain't Got Time!"        | Tyler Okonma                                                                                              | Tyler, The Creator | 3:26    |
| 10. | "911 / Mr. Lonely"         | Tyler Okonma, Frank Ocean, Raymond Calhoun                                                                | Tyler, The Creator | 4:15    |
| 11. | "Droppin' Seeds"           | Tyler Okonma, Dwayne Carter Jr                                                                            | Tyler, The Creator | 1:00    |
| 12. | "November"                 | Tyler Okonma                                                                                              | Tyler, The Creator | 3:45    |
| 13. | "Glitter"                  | Tyler Okonma                                                                                              | Tyler, The Creator | 3:44    |
| 14. | "Enjoy Right Now, Today"   | Tyler Okonma                                                                                              | Tyler, The Creator | 3:55    |

## Sample
Sample użyte w produkcji albumu:  
- "Foreword” zawiera elementy utworu „Spoon (Sonic Youth Remix)”,
- "Pothole” zawiera elementy utworu »Ooh«, napisanego i wykonanego przez Roya Ayersa.
- "I Ain't Got Time!” zawiera elementy »Introduction«w wykonaniu Bel-Sha-Zaar z Tommy Genapopoluis and the Grecian Knights.
- "911 / Mr. Lonely” zawiera elementy utworu »Outstanding«, napisanego przez Raymonda Calhouna i wykonanego przez Gap Band.